# Auguste Arens von Braunrasch

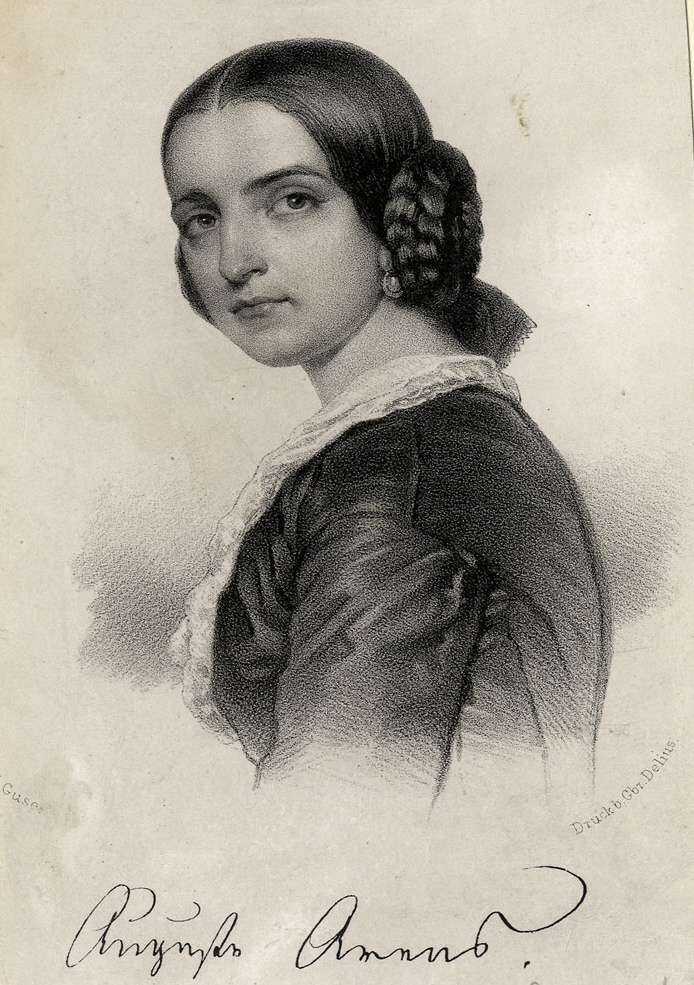
Auguste Arens

Auguste Arens von Braunrasch (* 9. Dezember 1824 in Mainz; † 9. Dezember 1901 in Wiesbaden) war eine deutsche Schriftstellerin. Sie schrieb unter den Pseudonymen Julius Rasch und Max von Pleiner historische Liebesromane und Lustspiele.

## Leben
Auguste Arens von Braunrasch wurde als Tochter des österreichischen Juristen Bernhard Franz von Braunrasch in Mainz geboren, wo sie auch ihre Kindheit verbrachte. Die Familie zog schließlich nach Wien. Erst nach dem Tod ihrer Eltern kehrte Auguste Arens von Braunrasch nach Mainz zurück, wo sie im Haus ihres Schwagers, des Musikverlegers Franz Schott, lebte. Im geselligen Haus ihres Schwagers traf sie auf die wichtigsten Musiker ihrer Zeit und bildete sich in ihrem Umgang. So kam sie in Kontakt mit Richard Wagner, der im Haus Franz Schotts aus den „Meistersingern von Nürnberg“ las, und war bei Konzerten von Franz Liszt und Hans von Bülow anwesend.
Im Jahr 1859 heiratete sie in Mainz den hessischen Gerichtsrat Dr. Philipp Heinrich Arens, der jedoch bereits 1869 verstarb. Als Witwe lebte sie abwechselnd in Wien und Ungarn und siedelte 1874 nach Wiesbaden über. Nach mehreren Reisen nach Ungarn und in andere Länder entschied sie sich, ihre Eindrücke literarisch zu verarbeiten. Ab den 1880er-Jahren folgten so Lustspiele aber auch Reisebeschreibungen, die sie unter den Pseudonymen Julius Rasch oder Max von Pleiner veröffentlichte. Auguste Arens von Braunrasch starb 1902 in Wiesbaden und wurde auf dem Mainzer Hauptfriedhof begraben.
Der schriftliche Nachlass der Autorin in Wiesbaden wurde durch Kriegseinwirkung vernichtet.

## Werke
- Aus Eifersucht. (Lustspiel, 1882)[2]
- Der Bürgermeister. Volksstück in vier Akten. Bechtold, Wiesbaden o. J.
- Luise. Schauspiel in einem Akte. Bechtold, Wiesbaden o. J.
- Ein Kampf ums Glück. Lustspiel in vier Aufzügen. Bechtold, Wiesbaden 1882.
- Aus dem Land der Magyaren. Roman. Kunze, Wiesbaden 1886.
- Das Freihaus am Dome. Roman aus der Mainzer Kurfürstenzeit. Bechtold, Wiesbaden 1886. Digitalisat.
- Die Geistermühle. Rheinische Novelle. Literarisches Bureau, Rheinback b. Bonn 1897.
- Schloß Lichtenegg. Roman. Lützenkirchen & Bröcking, Wiesbaden 1898.